# Indianapolis 500 in 1976
De 60e Indianapolis 500 werd gereden op zondag 30 mei 1976 op de Indianapolis Motor Speedway. Amerikaans coureur Johnny Rutherford won de race, die vroegtijdig werd beëindigd wegens het regenweer. Het was de derde keer in vier jaar tijd dat de race vroegtijdig werd beëindigd wegens het slechte weer. Met slechts 102 van de 200 geplande ronden gereden is de Indy 500 van 1976 de kortste race uit de geschiedenis.

## Startgrid
| Rij | Binnen            | Midden            | Buiten           |
| --- | ----------------- | ----------------- | ---------------- |
| 1   | Johnny Rutherford | Gordon Johncock   | Tom Sneva        |
| 2   | Al Unser          | A.J. Foyt         | Pancho Carter    |
| 3   | Wally Dallenbach  | Gary Bettenhausen | Bill Vukovich II |
| 4   | Larry Cannon      | Mike Mosley       | Bobby Unser      |
| 5   | Roger McCluskey   | Johnny Parsons    | John Martin      |
| 6   | Dick Simon        | Vern Schuppan     | Bill Puterbaugh  |
| 7   | Mario Andretti    | Jerry Grant       | Billy Scott      |
| 8   | Salth Walther     | Steve Krisiloff   | Al Loquasto      |
| 9   | Spike Gehlausen   | Larry McCoy       | George Snider    |
| 10  | Bob Harkey        | Sheldon Kinser    | Lloyd Ruby       |
| 11  | David Hobbs       | Tom Bigelow       | Jan Opperman     |

## Race
Johnny Rutherford nam de leiding van de race over in de 79e ronde van A.J. Foyt. Tijdens de 102e ronde werd de race stilgelegd wegens het regenweer. Twee uur later begon het opnieuw te regenen net op het moment dat de race herstart zou worden en werd de race definitief beëindigd. Rutherford won de race voor de tweede keer in zijn carrière.
| #                                                                           | Coureur             | Auto                  | Ronden | Opgave     |
| --------------------------------------------------------------------------- | ------------------- | --------------------- | ------ | ---------- |
| 1                                                                           | Johnny Rutherford   | McLaren-Offenhauser   | 102    |            |
| 2                                                                           | A.J. Foyt           | Coyote-Foyt           | 102    |            |
| 3                                                                           | Gordon Johncock     | Wildcat-DGS           | 102    |            |
| 4                                                                           | Wally Dallenbach    | Wildcat-DGS           | 101    |            |
| 5                                                                           | Pancho Carter       | Eagle-Offenhauser     | 101    |            |
| 6                                                                           | Tom Sneva           | McLaren-Offenhauser   | 101    |            |
| 7                                                                           | Al Unser            | Parnelli-Cosworth     | 101    |            |
| 8                                                                           | Mario Andretti      | McLaren-Offenhauser   | 101    |            |
| 9                                                                           | Salt Walther        | McLaren-Offenhauser   | 100    |            |
| 10                                                                          | Bobby Unser         | Eagle-Offenhauser     | 100    |            |
| 11                                                                          | Lloyd Ruby          | Eagle-Offenhauser     | 100    |            |
| 12                                                                          | Johnny Parsons      | Eagle-Offenhauser     | 98     |            |
| 13                                                                          | George Snider       | Eagle-Offenhauser     | 98     |            |
| 14                                                                          | Tom Bigelow         | Eagle-Offenhauser     | 98     |            |
| 15                                                                          | Mike Mosley         | Eagle-Offenhauser     | 98     |            |
| 16                                                                          | Jan Opperman        | Eagle-Offenhauser     | 97     |            |
| 17                                                                          | Larry Cannon        | Eagle-Offenhauser     | 97     |            |
| 18                                                                          | Vern Schuppan (R)   | Eagle-Offenhauser     | 97     |            |
| 19                                                                          | Sheldon Kinser      | Dragon-Offenhauser    | 97     |            |
| 20                                                                          | Bob Harkey          | Kingfish-Offenhauser  | 97     |            |
| 21                                                                          | John Martin         | Dragon-Offenhauser    | 96     |            |
| 22                                                                          | Bill Puterbaugh     | Eagle-Offenhauser     | 96     |            |
| 23                                                                          | Billy Scott (R)     | Eagle-Offenhauser     | 96     |            |
| 24                                                                          | Steve Krisiloff     | Eagle-Offenhauser     | 95     |            |
| 25                                                                          | Al Loquasto (R)     | McLaren-Offenhauser   | 95     |            |
| 26                                                                          | Larry McCoy         | Rascar-Offenhauser    | 91     |            |
| 27                                                                          | Jerry Grant         | Eagle-AMC             | 91     |            |
| 28                                                                          | Gary Bettenhausen   | Eagle-Offenhauser     | 52     | Mechanisch |
| 29                                                                          | David Hobbs         | McLaren-Offenhauser   | 10     | Mechanisch |
| 30                                                                          | Roger McCluskey     | Lightning-Offenhauser | 8      | Ongeval    |
| 31                                                                          | Bill Vukovich II    | Eagle-Offenhauser     | 2      | Mechanisch |
| 32                                                                          | Dick Simon          | Vollstedt-Offenhauser | 1      | Mechanisch |
| 33                                                                          | Spike Gehlausen (R) | McLaren-Offenhauser   | 0      | Mechanisch |
| Gemiddelde snelheid : 239,350 km/h - Snelste Ronde : A.J. Foyt, 299,38 km/h |                     |                       |        |            |